# Christoph Marzi
Christoph Marzi (* 1970 in Mayen) ist ein deutscher Schriftsteller und Lehrer.

## Leben und Wirken
Christoph Marzi wuchs in Obermendig in der Eifel auf, studierte an der Universität Mainz Wirtschaftslehre und lebt heute mit seiner Frau und seinen vier Kindern in Saarbrücken. Hauptberuflich ist er als Lehrer für Wirtschaftslehre am Wirtschaftswissenschaftlichen Gymnasium Saarbrücken tätig.
Marzi begann im Alter von fünfzehn Jahren zu schreiben. Nachdem er mehrere Kurzgeschichten verfasst hatte, erschien 2004 sein Romandebüt Lycidas, der Start der mittlerweile sehr erfolgreichen Uralte Metropole-Reihe, das zu einem Überraschungserfolg des Jahres wurde.
Auf dem Rollenspieltreffen Dreieich Con in Dreieich  wurde Christoph Marzi der Deutsche Phantastik Preis 2005 verliehen. Sein Roman Lycidas hatte sich in der Kategorie Roman-Debüt Deutschsprachig gegen vier weitere Kandidaten durchgesetzt. Übergeben wurde ihm der Preis von dem saarländischen Fantasy-Autor Markus Heitz.
2005 folgte Lilith (benannt nach der Göttin der sumerischen Mythologie), die Fortsetzung von Lycidas. Die Reihe um die Uralte Metropole wurde mit dem Erscheinen von Lumen im Oktober 2006 vorerst abgeschlossen, fand jedoch im November 2008 eine Fortsetzung in Somnia, dem voraussichtlich noch mindestens 2 Bände folgen sollen. 2007 wurde Marzi erneut für den Deutschen Phantastik Preis nominiert, dieses Mal in der Kategorie Roman deutschsprachig für Lumen. Letztendlich konnte er sich allerdings nicht gegen Markus Heitz' Die Mächte des Feuers durchsetzen.
Mit Malfuria und Malfuria – Die Hüterin der Nebelsteine erschienen 2007 zwei weitere Bücher einer Trilogie, die sich dieses Mal mit den Erlebnissen einer jungen spanischen Hexe beschäftigen. 2007 erschien auch die Kurzgeschichtensammlung Nimmermehr. Die beiden Kurzgeschichten Scarlet und Vardoulacha, die zu dieser Sammlung gehören, spinnen den Handlungsfaden der Uralte Metropole-Reihe weiter. Mit dem Roman Fabula, der im November 2007 erschien, beginnt Marzi eine Trilogie, die im ersten Band in den schottischen Highlands spielt. Mitte Februar 2008 schloss Marzi die Malfuria-Trilogie mit dem Buch Malfuria – Die Königin der Schattenstadt ab. Mit London setzte er 2016 die Uralte Metropole-Reihe und somit die Geschichte um Emily Laing fort.
Im Juni 2018 erlitt Marzi einen schweren Schlaganfall. In der Folge erschwerte und verzögerte sich die Arbeit am Roman Mitternacht, der dann im Jahr 2019 erschien.
Inspiriert wurde Marzi von verschiedenen, vorwiegend viktorianischen, Autoren: Charles Dickens, Arthur Conan Doyle, Edgar Allan Poe, Robert Louis Stevenson und Jane Austen zählen zu seinen hauptsächlichen Inspirationsquellen. Besonders auffällig ist der Einfluss des modernen englischen Autors Neil Gaiman, dessen Idee einer fantastischen Londoner Unterwelt aus dem Roman Niemalsland (orig. Neverwhere) Marzi in seiner Uralte Metropole-Reihe übernimmt. Auch weitere moderne Autoren wie Kai Meyer und China Miéville beeinflussen seine Bücher.

### Werke

#### Uralte Metropole-Reihe
- Lycidas. Roman. Heyne, München 2004, ISBN 3-453-53006-3.
- Lilith. Roman. Heyne, München 2005, ISBN 3-453-52135-8.
- Lumen. Roman. Heyne, München 2006, ISBN 3-453-81081-3.
- Somnia. Roman. Heyne, München 2008, ISBN 978-3-453-52483-5.
- London. Roman. Heyne, München 2016, ISBN 978-3-453-31665-2.
- außerdem die beiden Kurzgeschichten Scarlet und Vardoulacha aus Nimmermehr

#### Malfuria-Trilogie
- Malfuria – Das Geheimnis der singenden Stadt. Roman. Arena Verlag, Würzburg 2007, ISBN 978-3-401-06089-7.
- Malfuria – Die Hüterin der Nebelsteine. Roman. Arena Verlag, Würzburg, 2007, ISBN 978-3-401-06127-6.
- Malfuria – Die Königin der Schattenstadt. Roman. Arena Verlag, Würzburg, 2008, ISBN 978-3-401-06128-3.

#### Fabula-Reihe
- Fabula. Roman. Heyne, München 2007, ISBN 978-3-453-52327-2.
- Lyra. Roman. Heyne, München 2009, ISBN 978-3-453-52623-5.

#### Weitere Werke
- Nimmermehr. Erzählungen. Heyne, München 2007, ISBN 978-3-453-53275-5.
- Du glaubst doch an Feen, oder? oder TagundNachtgleiche. Arena, Würzburg 2009, ISBN 978-3-401-06365-2.
- Heaven – Stadt der Feen. Arena, Würzburg 2009, ISBN 978-3-401-06382-9.
- Helena und die Ratten in den Schatten. Arena, Würzburg 2010, ISBN 978-3-401-06561-8.
- Grimm. Heyne, München 2010, ISBN 978-3-453-26661-2.
- Memory – Stadt der Träume. Arena, Würzburg 2011, ISBN 978-3-401-06622-6.
- Imagery. 2011, ISBN 978-3-86762-107-6.
- Piper und das Rätsel der letzten Uhr, Arena, Würzburg 2013, ISBN 978-3-401-06863-3
- Die wundersame Geschichte der Faye Archer. Heyne, München 2013, ISBN 978-3-453-52992-2.
- 5 Tage im April. Arena, Würzburg 2014, ISBN 978-3-401-06855-8.
- Der letzte Film des Abraham Tenenbaum, Arena, Würzburg 2017, ISBN 978-3-401-60291-2
- Mitternacht, Piper Verlag, München 2019, ISBN 978-3-492-28090-7.

## Auszeichnungen
- 2005: Deutscher Phantastik Preis in der Kategorie Roman-Debüt Deutschsprachig für Lycidas[1]
- 2009: Deutscher Phantastik Preis in der Kategorie Beste Kurzgeschichtensammlung für Nimmermehr[1]
- 2020: Phantastik-Literaturpreis Seraph in der Kategorie Bester phantastischer Roman für Mitternacht[2]

## Nominierungen
- 2007: Deutscher Phantastik Preis in der Kategorie Roman Deutschsprachig für Lumen